# Barlby
Barlby – wieś w Anglii, w hrabstwie North Yorkshire, w dystrykcie (unitary authority) North Yorkshire. Leży 18 km na południe od miasta York i 262 km na północ od Londynu.